# Nataša Gollová

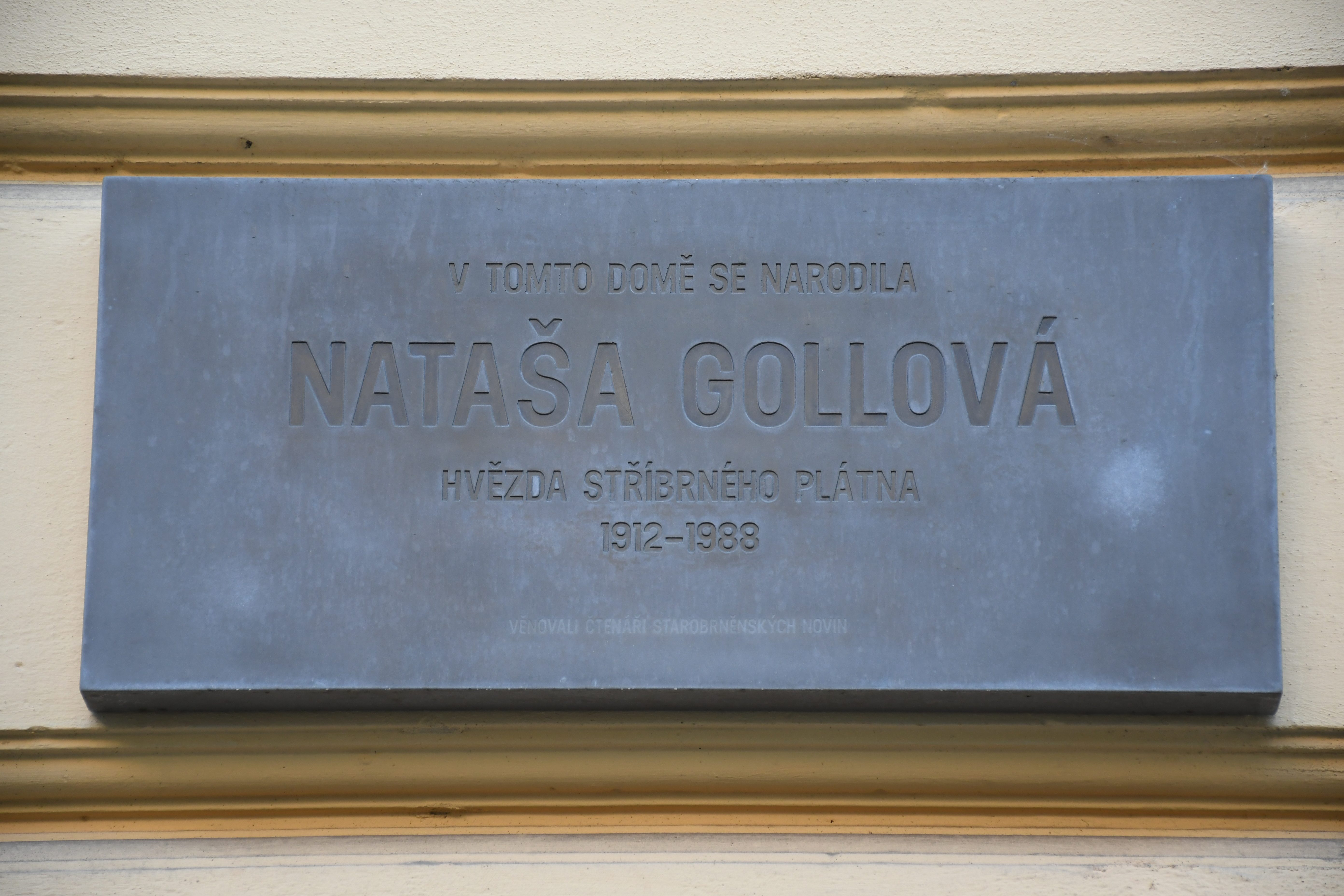
Pamětní deska věnovaná Nataše Gollové v Údolní ulici č. 7 v Brně

Nataša Gollová (27. února 1912 Brno – 29. října 1988 Praha), vlastním jménem Nataša Helena Štěpánka Hodáčová, v německém filmu účinkující pod pseudonymem Ada Goll, byla česká filmová, televizní a divadelní herečka, která získala popularitu především díky svým komediálním rolím v českých filmech natočených před rokem 1945.

## Život
Své umělecké příjmení si zvolila podle svého dědečka, historika Jaroslava Golla. Pocházela ze zámožné rodiny. Byla dcerou masarykovského politika, národohospodáře a právníka Františka Xavera Hodáče  a vnučkou Františka Hodáče, prezidenta Moravské advokátní komory . Její nevlastní sestrou byla herečka Marcella Sedláčková, dcera herečky Anduly Sedláčkové.
Absolvovala dívčí gymnázium a studovala v Praze na Filozofické fakultě UK a v Anglii. Byla jazykově nadaná, hovořila francouzsky, anglicky, německy a rusky. Herectví a moderní scénický tanec studovala soukromě (herectví u Karla Dostala a Jiřího Frejky, tanec u Jarmily Kröschlové). V roce 1934 byla angažována v divadle v Olomouci, v roce 1935 krátce ve Slovenském národním divadle v Bratislavě. Ještě v roce 1935 přijala angažmá v Divadle na Vinohradech, kde působila až do roku 1944.
Nové tváře na jevištích...Dnes představujeme některé z nových tváří této sezóny. Nataša Gollová, kterou zná obecenstvo biografů z filmu „Bezdětná” podle Ign. Herrmanna, upozornila na sebe v repertoiru Městských divadel pražských v roli Solange Goinartové z Bernsteinovy „Naděje” a nejnověji jako Suzanne v melancholické komedii Noéově „Kristián”...
Salon: společnost, sport, divadlo, film, moda, výtvarné umění, 15.12.1935
V letech 1947 až 1950 měla angažmá v Jihočeském divadle v Českých Budějovicích. V roce 1952 získala jednoleté angažmá v Divadle Na Fidlovačce, od roku 1955 hrála v Divadle satiry Jana Wericha (divadlo přejmenováno v roce 1957 na Divadlo ABC), které bylo v roce 1962 připojeno k Městským divadlům pražským. S divadlem se rozloučila přípravou na roli Klytaimnestry ve hře J. P. Sartra Mouchy v režii Ladislava Vymětala v roce 1968, v angažmá v Městských divadlech pražských byla nicméně až do roku 1971, kdy ze zdravotních důvodů odešla na odpočinek.
Největší popularitu jí však přinesl film. Díky svému komediálnímu talentu točila za protektorátu (koncem 30. a v první polovině 40. let 20. století) jeden film za druhým. Populární pár vytvořila s Oldřichem Novým, s nímž si zahrála například ve filmech Roztomilý člověk, Kristián, Eva tropí hlouposti nebo Hotel Modrá hvězda.
V období protektorátu měla Gollová milostný vztah s Wilhelmem Söhnelem, jenž zastával významnou pozici v Českomoravském filmovém ústředí, které v době německé okupace provádělo dozor nad českou kinematografií. Milostný poměr se Söhnelem měla předtím také další hvězda českého filmu Adina Mandlová. Než jí Gollová přebrala milence, byly obě herečky dobrými přítelkyněmi.
Na sklonku války se Gollová přihlásila jako dobrovolnice pro ošetřování vězňů během epidemie skvrnitého tyfu v internačním táboře v Terezíně. Sama se zde nakazila tyfem, kterému málem podlehla. Její terezínské působení však nepomohlo morální rehabilitaci. Po válce byla nařčena z údajné kolaborace a nejvíce jí přitížil právě vztah se Söhnelem, jemuž byly paradoxně připisovány zásluhy za pomoc českým filmařům v období protektorátu. Přestože bylo tažení proti Gollové zastaveno, její filmová kariéra byla na zhruba pět let násilně přerušena a už nikdy později se nevyrovnala dřívějším úspěchům.
Ale i celá řada dalších českých hereček a herců dosáhla již významných úspěchů v německém filmu, kde se vždy svých důležitých úloh zhostila s poměrným zdarem. Jmenujeme alespoň ty nejznámější: Nataša Gollová, Adina Mandlová, Zita Kabátová (nepočítaje v to Lídu Baarovou, která svých úspěchů dosáhla dříve), Vladimír Majer, Raoul Schránil, František Černý a m. j. dalších. Tímto výčtem není však ani zdaleka uzavřena řada tvůrčích pracovníků — Jiří Srnka a Jára Beneš komponují hudbu, architekti Dušek, Hesch, Mecera a Adam navrhují stavby a kostýmy, zvukaři Prokeš, Zora, Šindelář přijímají zvuk, čeští rekvisitáři obstarávají rekvisity, čeští střihači sestřihují tyto filmy, pracují na nich čeští laboranti, asistují čeští asistenti výroby a celé toto začarované kolo filmového stroje jde neustále dále a znovu a znovu slyšíme o těch, kteří se v říšském filmu se zdarem uplatňují.
Časopis Pestrý týden, 29.1.1944
V roce 1947 se vdala za divadelního režiséra Karla Konstantina (zemřel v roce 1962), s nímž se na několik let odebrala do Českých Budějovic. Její životní láskou však byl Tristan Tzara, francouzský básník, esejista a dramatik rumunského židovského původu, otec dadaismu, se kterým se seznámila u malíře Josefa Šímy v Paříži v roce 1932, když se v Paříži účastnila taneční soutěže. S Tzarou udržovala kontakt až do roku 1948.

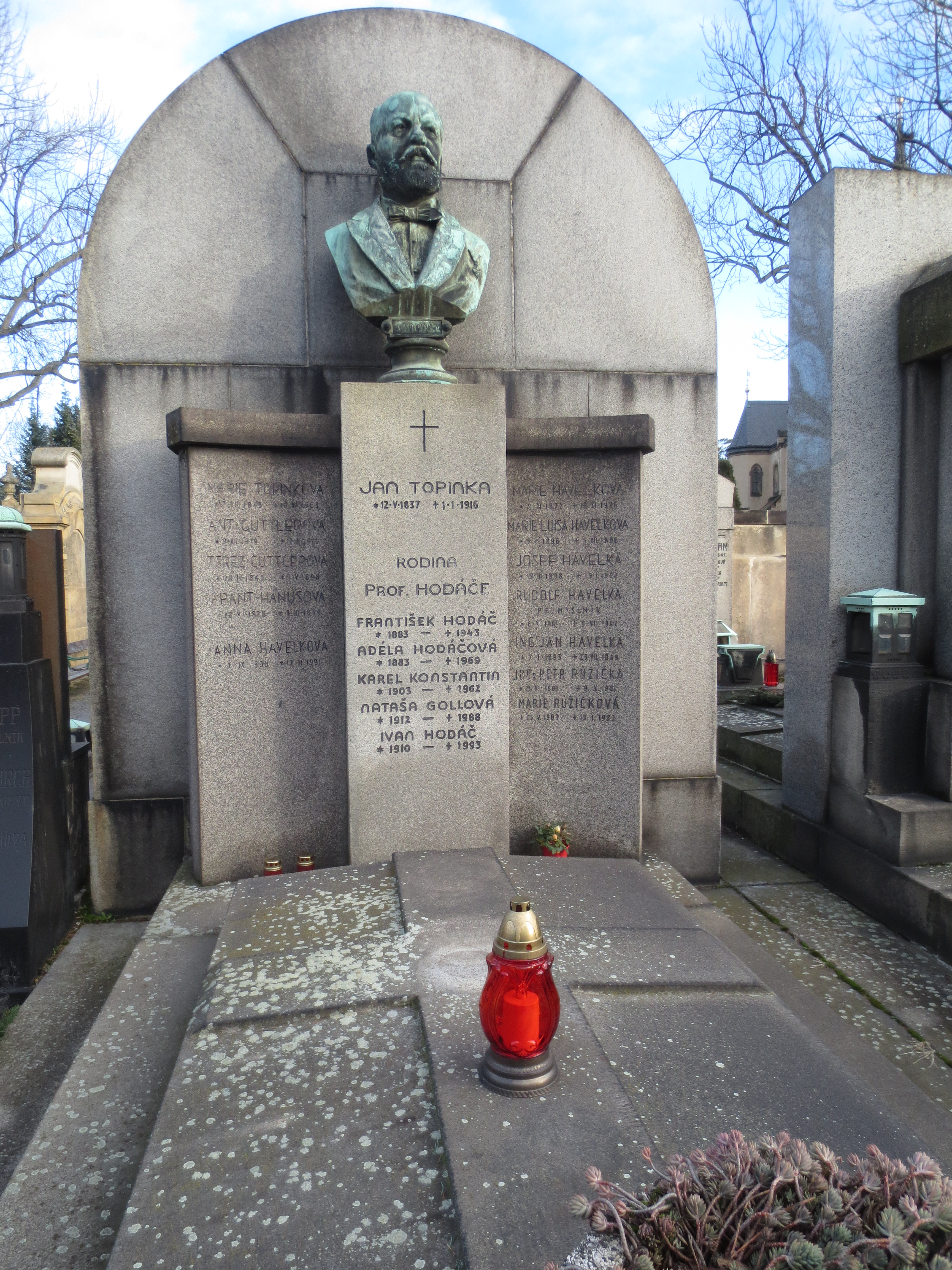
Hrob Nataši Gollové na Vyšehradském hřbitově

V pozdním věku sužovaly herečku zdravotní potíže (problémy s kyčlemi ji ztěžovaly chůzi) a také sklony k alkoholismu. Zemřela v Praze téměř opuštěná a v ústraní v domově důchodců v Krči. Je pochována v hrobce rodiny Hodáčových na Vyšehradském hřbitově v Praze, poblíž kapitulního kostela sv. Petra a Pavla.

## Herecká kariéra

### Film
Přestože se Gollová objevovala v českých filmech už od počátku 30. let, její kariéru skutečně nastartovala až crazy komedie Martina Friče Eva tropí hlouposti z roku 1939, která jí vynesla obrovskou popularitu. Gollová se brzy zařadila mezi největší domácí filmové hvězdy. Zaujala svým moderním komediálním herectvím, což ji zároveň předurčilo pro typ rolí, do kterých byla v českém filmu obsazována v období protektorátu. Svůj talent uplatňovala v rolích temperamentních dívek se ztřeštěnou povahou, které oslňovaly svou roztomilostí a půvabem. Po boku Oldřicha Nového hrála v dalších Fričových komediích Hotel modrá hvězda nebo Roztomilý člověk. Podobnou roli ztvárnila například i ve filmu Otakara Vávry Šťastnou cestu.

Druhou linii jejího hereckého repertoáru představovaly role křehkých dívek a citlivých mladých žen romantického založení. Takové hrdinky ztvárňovala ve filmech Otakara Vávry (v adaptaci Mrštíkovy Pohádky máje či v melodramatu Okouzlená) nebo J. A. Holmana (filmy Rukavička a Bláhový sen). Jako klíčovou vnímala herečka spolupráci právě s Fričem a Vávrou:
„To všechno vlastně udělal Mac Frič, tu mojí slávu. Ten byl ohromnej, hlavně na veselohru. Dobře třeba věděl, že když má herec udělat dobře veseloherní roli, tak musí mít hlavně sebevědomí. Sebevědomí herci nesmí vzít. Třeba jsme natočili nějakej dlouhej záběr a on řekl: Natašo, dobrý to bylo, ale já jsem přesvědčenej, že ty bys to dovedla udělat ještě líp. No, chápete tu jeho psychologii? To byl opak pana Otakara Vávry. U něj mi připadalo, že to hrál tak trochu na betla. Něco jsme měly s Adinou točit a on řekl: Tohle je tak těžká scéna, to by mohla zahrát snad jedině Hepburnová s Ginger Rogers. No, tak vám děkujeme, pomyslely jsme si. Ale nebyla by to Adina, aby neodsekla: No, to by to ale taky musel režírovat Cecil B. DeMille.“
Po roce 1945 čekal Gollovou stejný osud jako mnohé jiné hvězdy předválečné české kinematografie. Její úspěšná kariéra byla násilně přerušena pro údajné styky s okupanty (milostný poměr s Wilhelmem Söhnelem, účinkování v německém filmu Komm zu mir zurück pod pseudonymem Ada Goll). Na filmová plátna se v zestátněné kinematografii vracela až v průběhu 50. let. Filmový comeback pro ni v roce 1951 připravil Martin Frič v komedii Císařův pekař – Pekařův císař, kde v roli Sirael nahradila původně zamýšlenou Irenu Kačírkovou. Na dlouhou dobu šlo také o její poslední výraznou roli.
Přestože i později vystupovala v desítkách celovečerních a televizních filmů, šlo o vedlejší nebo epizodní úlohy, často komediálního ražení. Velkou příležitost jí poskytl už jen režisér Zdeněk Podskalský v komedii Drahé tety a já, kde ztvárnila jednu z titulních rolí, čipernou tetičku Fany. Svoji vůbec poslední filmovou roli získala v dramatu Konečná stanice, odehrávajícím se v domově důchodců.

## Divadelní role, výběr
- 1938 Jaroslav Kvapil: Princezna Pampeliška, role princezny, Městské divadlo na Královských Vinohradech, režie Jaroslav Kvapil[20]
- 1939 Paul Vincent Carroll: Pravda a stín, role Brigity, Městské komorní divadlo v Praze, režie Bohuš Stejskal[21]
- 1939 Jan Václav Rosůlek: Mezi námi děvčaty, Městské komorní divadlo v Praze, režie Gabriel Hart[22]
- 1940 Thornton Wilder: Naše městečko, Emča Webová, Městské komorní divadlo v Praze, režie František Salzer
- 1941 Vilém Werner: Půlnoční slunce, role Dory, Městské divadlo na Královských Vinohradech, režie Gabriel Hart
- 1941 Manfried Rössner: Karel III. a Anna Rakouská, Městské divadlo v Praze Na Poříčí, režie Karel Konstantin[23]
- 1943 Henrik Ibsen: Stavitel Sollnes, Hilda Wanglová, Městské komorní divadlo v Praze, režie Gabriel Hart
- 1944 William Shakespeare: Cokoli chcete, Viola, Divadlo na Vinohradech, režie Karel Dostal [24]
- 1961 Max Frisch: Horká půda, Babetta, Divadlo ABC, režie Eva Sadková j. h.
- 1962 Thornton Wilder: Paní Dolly, dohazovačka, Flora van Huysenová, Divadlo ABC, režie Ladislav Vymětal

## Film

### 30. léta
- Kantor Ideál (1932) – role: septimánka, režie Martin Frič
- Bezdětná (1935) – role: Eva Halerová, režie Miroslav Josef Krňanský
- Naše XI. (1936), Nina Horová, režie Václav Binovec
- Zborov (1938), ošetřovatelka, režie J. A. Holman a J. Slavíček
- Dívka v modrém (1939), Růžena Smutná, režie Otakar Vávra
- Eva tropí hlouposti (1939), Eva Norová, režie Martin Frič
- Kristian (1939), Mařenka Nováková, režie Martin Frič
- Lízino štěstí (1939), mater Filomena, režie Václav Binovec
- Příklady táhnou (1939), vysokoškolačka Jiřina, režie Miroslav Cikán
- Studujeme za školou (1939), profesorka Hanáková, režie Miroslav Cikán
- Tulák Macoun (1939), Američanka Lilian, režie Ladislav Brom
- V pokušení (1939), Mary Kolárová, režie Miroslav Cikán

### 40. léta
- Katakomby (1940), Irena Kryštofová, režie Martin Frič
- Konečně sami (1940), Marta Dvořáková, režie Miroslav Cikán
- Okénko do nebe (1940), Inka Salavová, režie Gina Hašler
- Pohádka máje (1940), Helenka, režie Otakar Vávra
- Hotel Modrá hvězda (1941), Zuzanka Nedbalová, režie Martin Frič
- Roztomilý člověk (1941), Poldi Krušinová, režie Martin Frič
- Rukavička (1941), Mařenka Berková, režie J. A. Holman
- Okouzlená (1942), Lenka Bártová, režie Otakar Vávra
- Velká přehrada (1942), učitelka Marina, režie J. A. Holman
- Bláhový sen (1943), Žofka Stárková, režie J. A. Holman
- Šťastnou cestu (1943), prodavačka Fanynka, režie Otakar Vávra
- Vrať se ke mně zpět (1944)

### 50. léta
- Císařův pekař a pekařův císař (1951), Kateřina, Sirael, režie Martin Frič
- Něco se tu změnilo (1955)
- Punťa a čtyřlístek (1955), maminka Prouzová, režie Jiří Weiss
- Kudy kam? (1956) – role: Žofie Macková, režie: Vladimír Borský
- Hlavní výhra (1959) – role: Vacková, režie: Ivo Novák
- Kruh (1959), Andulčina matka, režie Ladislav Rychman
- Rodina Bláhova (1959)

### 60. léta
- Rychlík do Ostravy (1960), sestra v nemocnici, režie Jaroslav Mach
- Chlapec a srna (1962), učitelka, režie Zdenek Sirový
- Drahý zesnulý (1964)
- Komedie s Klikou (1964), paní Evelyna, režie Václav Krška
- Obraz (1964)
- Půjčovna talentů (1964)
- Strakatí andělé (1964), Suchánková, režie Pavel Blumenfeld
- Trik aneb Jak dámu okouzlit aneb Jak manžela oblafnout (1964)
- Bloudění (1965), slečna, režie Jan Čuřík a Antonín Máša
- Ceremoniál (1966)
- Fantom Morrisvillu (1966), Lady Whiteová, režie Bořivoj Zeman
- Dívka s třemi velbloudy (1967), Havlová, režie Václav Krška
- O princezně, která pořád vařila (1967)
- Hříšní lidé města pražského (1968)
- Hup a Hop (1968)
- Pražské noci (1968), tlumočnice, režie Miloš Makovec
- Sňatky z rozumu (1968)
- Spalovač mrtvol (1968), madam v bílé pláštence, režie Juraj Herz
- Hvězda (1969), Urbánková, režie Jiří Hanibal
- Případ pro začínajícího kata (1969), referentka, režie Pavel Juráček
- Učedník kouzelníka Čáryfuka (1969)

### 70. léta
- Drobínek (1970)
- Hlídač (1970), Mašková, režie Ivan Renč
- Rozsudek (1971)
- Drahé tety a já (1974), teta Fanynka, režie Zdeněk Podskalský
- Muž, který se spustil (1974)
- Čtrnáctý v řadě (1975)
- Nezbedná pohádka (1976)
- Biela stužka v tvojich vlasoch (1977), Helena, režie Vladimír Kavčiak
- Babička je ráda (1978)
- O statečné princezně Janě (1978)
- Stříbrná pila (1978)
- Dnes v jednom domě (1979)
- Dobrí ľudia ešte žijú (1979)
- Pátek není svátek (1979), vrátná, režie Otakar Fuka
- Poprask na silnici E4 (1979), teta, režie Stanislav Strnad

### 80. léta
- Burácení s burácem (1981)
- Konečná stanice (1981), Anička, režie Jaroslav Balík
- Proč se vraždí starší dámy (1981)
- Chladna zrána (1982)
- Šťastný domov (1982)
- To se ti povedlo, Julie (1982)
- Radostné události (1983)
- Restaurace (1983)

### Televize
- Dům u špačka (TV film, 1966) – role: sousedka
- Údržbáři (TV komedie, 1975) – role: Marie Drozdová
- Soud pana Havleny (TV film podle povídky Karla Čapka, 1980) – role: paní Staňková
- Sanitka (TV seriál, 1. díl, 1984) –  role: paní Dobešová, pacientka v nemocnici

## Citáty

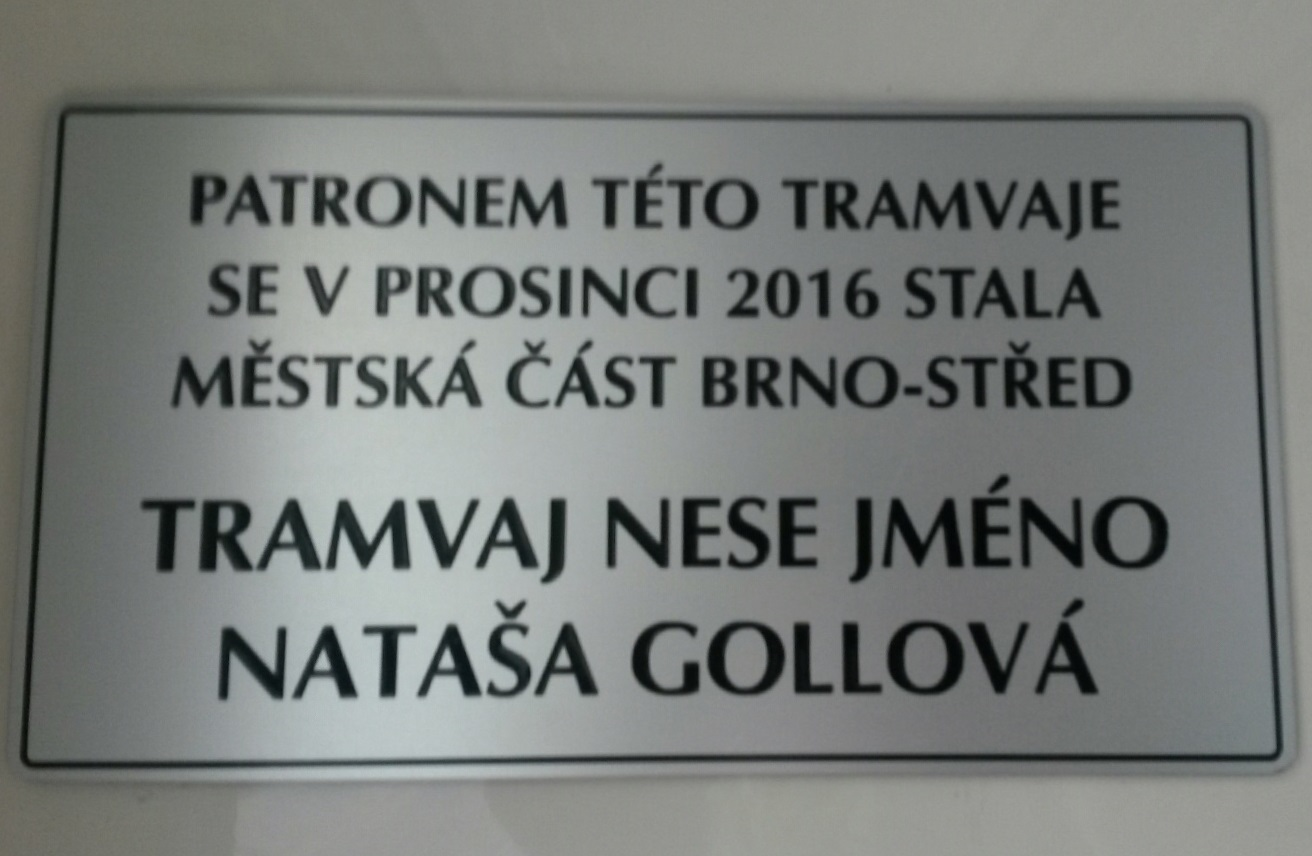
Tabulka se jménem patrona v tramvaji DPMB

| „             | Má všechny tvůrčí a herecké, i lidské přednosti. Je jemná, lyrická, naivní, bezprostřední, spontánní, upřímná, temperamentní. Je to prostě typ bláznivého děvčete, který divák bude milovat. | “ |
| — Martin Frič | |   |

| „                 | Nezapomenutelná byla její Tereza v Písni kolébky, kde hrála spolu s Marií Brožovou. To byl herecký koncert! Režisér Salzer jí dal příležitost uplatnit kouzelný dívčí zjev, postavě dala vše, co k ní patřilo – lyričnost a milostnost, pokoru i radostnost, ale i smích, jasný a hřejivý. To představení byste museli vidět, abyste její výkon docenili. | “ |
| — Otomar Korbelář | |   |

| „                 | Byla to vzácná žena. Inteligentní, vzdělaná, nadprůměrná. Nejen v osobním styku, ale i v hereckém projevu těžila z dívčího půvabu, který se u ní snoubil s humorem a chlapeckou bezprostředností. Snad právě v tom spočívalo tajemství její oblíbenosti. | “ |
| — Svatopluk Beneš | |   |

## Zajímavosti
- Malíř Josef Šíma namaloval v roce 1932 portrét, jehož předlohou byla Nataša Gollová a tento obraz jí věnoval. Obraz byl zakoupen v roce 1996 Oblastní galerií Vysočiny v Jihlavě, kde je plátno vystaveno pod názvem „Imaginární podobizna (Nataša Gollová)“.[27]
- V prosinci 2016 byla po Nataše Gollové pojmenována nově dodaná tramvaj Škoda 13T Dopravního podniku města Brna. Stalo se tak na návrh městské části Brno-střed.[28]
- Spisovatel Vladimír Přibský napsal o herečce životopisný román Roztomilé děvče.[29]
- Osudy Nataši Gollové byly inspirací pro hlavní ženskou postavu Lili Krallovou v seriálu České televize Bohéma, kterou ztvárnila herečka Judit Bárdos. V rámci jedné z dějových linií rozvedli tvůrci vztah hrdinky s Wilhelmem Söhnelem, s nímž Gollová v době protektorátu prožívala milostný vztah.[30]